# تنفس
تَنَفُس یا  دم‌وبازدم مجموع دو عمل فروبردن هوا به داخل دستگاه تنفسی (دَم) و سپس خارج کردن هوا (بازدم) که هدف آن رساندن اکسیژن به خون و خارج کردن دی اکسید کربن از خون است.

## تنفس
تنفس را می‌توان این گونه تعریف کرد: تبادل گازها بین موجود و محیطی که در آن زندگی می‌کند. با این تعریف دو نوع تنفس در موجود زنده خواهیم داشت:
- تنفس داخلی (سلولی)
- تنفس خارجی (ریوی)

### تنفس داخلی
تنفس داخلی، تبادل گازها بین جریان خون و سلول‌های مجاور صورت می‌گیرد. خون در طی عبور از میان بافتهای بدن، تقریباً به اندازه ۵ تا ۷٪ از حجم خود، اکسیژن از دست می‌دهد و ۴ تا ۶٪ دی‌اکسید کربن دریافت می‌کند. هنگامی که دما یا اسیدیته(اسیدی بودن یا به عبارتی داشتن PH کمتر از ۷)، افزایش پیدا می‌کند، اکسیژن بیشتری به بافت‌ها می‌رسد. قسمت اعظم اکسیژن خون به هموگلوبین گویچه‌های سرخ خون (Red Blood Cell) پیوند می‌شود. اما تنها ۳۰٪ دی‌اکسید کربن توسط این سلول‌ها حمل شده، بقیه آن در پلاسما حل می‌شود.

### تنفس خارجی
تنفس خارجی، تبادل گازها بین ریه و جریان خون است. بسیاری از تجهیزات تنفسی، با اندازه‌گیری یا درمان وضعیت‌های ناهنجار تنفس خارجی سروکار دارند. تنفس خارجی دو مرحله دارد: دَم و بازدم.

## ریتم تنفسی
در انسان سالم تعداد تنفس در هر دقیقه دوازده بار است که به آن ریتم نرمال تنفسی می‌گویند. افزایش یا کاهش در تعداد تنفس به‌ترتیب تندنفسی (تاکی‌پنه) و کنددمی (برادی‌پنی) نامیده شده و نشانهٔ بیماری است.

## اعضای تنفس
اعضای تنفسی به دو بخش تقسیم‌بندی می‌شود:
1. بخش هدایتی: شامل سوراخ‌های بینی، حلق، حنجره، نای، برونش و برونشیول هاست. این اعضا دارای دیواره‌های ضخیم است و هیچ تبادل گازی با مویرگها ندارد.
2. بخش تنفسی: شامل برونشیول‌های تنفسی، مجراهای آلوئولی، دهلیزها و کیسه‌های هوایی می‌شود. دیواره‌های این بخش نازک است و با مویرگهای خونی، تبادل گازی دارد. عضلات تنفسی شامل دیافراگم و ماهیچه میان‌دنده یا سینه‌ای. عملکرد هماهنگ دنده (کالبدشناسی)‌ها و جناغ با عضلات تنفسی عمل تنفس را سبب می‌شود.

## نقش ماهیچه‌های میان‌دنده در تنفس

### هنگامدم (تنفس)
- ماهیچه میان‌دنده بیرونی به سمت بیرون و بالا منقبض می‌شود و قفسهٔ سینه را نیز در همین جهات حرکت می‌دهد که منجر به گسترش فضای درونی قفسه سینه می‌شود.
- ماهیچه میان‌دنده درونی شل می‌شود.
- پردهٔ دیافراگم به سمت پایین منقبض می‌شود که منجر به گسترش فضای درونی قفسه سینه می‌شود.

در دم عمیق ماهیچه های گردن نیز منقبض می شوند. 
در دم به دلیل گسترش حجم درونی قفسه سینه و کم بودن غلظت هوا و اجزای آن مانند اکسیژن، هوا ی بیرون شش‌ها توسط واپخش به درون ششها وارد می‌شود.

### هنگامبازدم
- ماهیچه میان‌دنده بیرونی شل می‌شود.
- ماهیچه میان‌دنده درونی، به سمت درون و پایین منقبض می‌شود و قفسهٔ سینه را نیز در همین جهات حرکت می‌دهد که منجر به کوچک شدن فضای درونی قفسه سینه می‌شود.
- پردهٔ دیافراگم شل می‌شود

در بازدم به دلیل کوچک شدن حجم درونی قفسه سینه و زیاد بودن غلظت هوا و اجزای آن مانند دی اکسید کربن، هوای درونی شش‌ها توسط پخش مولکولی به بیرون شش‌ها منتقل می‌شود. اما باید توجه داشت که در بازدم عادی هیچ ماهیچه ای منقبض نمی‌شود و فقط در بازدم عمیق ماهیچه های بین دنده ای درونی و ماهیچه های شکمی منقبض میشوند

## پارامترهای تنفسی

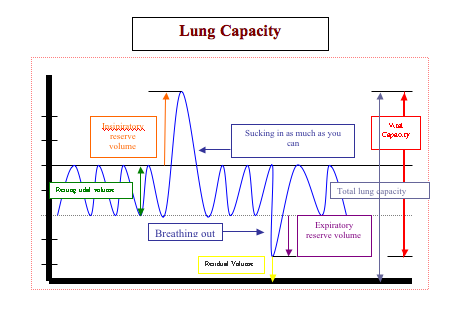
نمودار حجمها و ظرفیت‌های ریوی

پارامترهای تنفسی، اندازه‌گیری‌هایی هستند که از بررسی آن‌ها می‌توان، وضعیت عملکرد تنفس را نشان داد. این پارامترها شامل حجم‌های ریوی، ظرفیت‌های ریوی، مقاومت راه‌های هوایی. پذیرش و الاستیسیته ریوی و فشار داخل سینه‌ای است. تنها قسمتی از هوایی که به داخل دستگاه تنفس وارد می‌شود، به آلوئل‌ها می‌رسد و قسمتی از آن در فضای هدایتی باقی می‌ماند که در نتیجه برای تبادل گازی، با خون در دسترس نیست. به این هوا، هوای مرده گفته می‌شود. دلیل وجود چنین حجمی این است که همواره مقداری هوا در سیستم تنفسی وجود دارد که سیستم را باز نگه می‌دارد در نتیجه هربار نیروی زیادی برای بازکردن راه‌های هوایی و بخش تنفسی لازم نیست.

## نقش قانون بویل در تنفس
با انقباض و انبساط پرده دیافراگم، ماهیچه‌های شکمی و ماهیچه‌های بین‌دنده‌ای، حجم شش‌ها کم و زیاد می‌شود. بر اساس قانون بویل، هنگامی که حجم شش‌ها افزایش می‌یابد، فشار هوای بیرون بیش از فشار هوای درون شش‌هاست و بنابراین، دَم صورت می‌گیرد. با کاهش حجم شش‌ها، فشار هوای درون شش‌ها افزایش می‌یابد و بازدم صورت می‌گیرد.

## نقش دم و بازدم درست
دم و باز دم درست موجب افزایش گردش خون و اکسیژن رسانی به موقع به بدن می‌شود. دم و باز دم مناسب در ورزش یکی از نکات بسیار مهمی می‌باشد که ورزشکاران با رعایت این مورد در فعالیت ورزشی خود نتایج بهتری را می‌گیرند.